# Jaded (Miley Cyrus)
Jaded è un singolo della cantante statunitense Miley Cyrus, pubblicato il 17 aprile 2023 come terzo estratto dall'ottavo album in studio Endless Summer Vacation.

## Descrizione
È un brano pop rock composto in chiave di Mi maggiore con un tempo di 91 battiti per minuto. È stato scritto dalla stessa cantante con la collaborazione di Sarah Aarons e Greg Kurstin e prodotto da quest'ultimo.
Jaded racconta una storia di rimpianti e opportunità mancate in una relazione fallita. La cantante sembra ammettere di non aver parlato di ciò che non andava, ma ora che ha avuto il tempo di riflettere, si sente appesantita dal peso di ciò che è rimasto non detto. 
Per quanto riguarda la produzione della canzone, Jaded presenta un ritmo pop punk con un ritornello accattivante che contrasta con i testi malinconici. I versi sono eseguiti con una cadenza più lenta e introspettiva, mentre il ritornello ha un'energia più vivace. La produzione della canzone presenta anche una linea di basso prominente che spinge avanti la canzone, con sfumature strumentali sottili sovrapposte per creare una ricca texture sonora, mentre la voce di Cyrus è emotiva e cruda, aggiungendo peso emotivo ai testi.
È la seconda traccia dell'album e segue Flowers, che molti fan credono sia dedicata al suo ex marito, Liam Hemsworth. Mentre Flowers parla del bisogno di Cyrus di amore verso se stessa dopo la loro separazione, Jaded mette maggiormente in evidenza i sentimenti del suo ex.
Cyrus ha presentato per la prima volta Jaded nel documentario-concerto intitolato Miley Cyrus - Endless Summer Vacation (Backyard Sessions), pubblicato su Disney+ il 10 marzo 2023.

## Video musicale
Il video musicale, diretto da Jacob Bixenman, è stato reso disponibile il 16 maggio 2023 attraverso il canale YouTube della cantante. Nel video, Cyrus canta il brano in costume da bagno in una piscina.

## Classifiche

### Classifiche settimanali
| Classifica (2023) | Posizione massima |
| ----------------- | ----------------- |
| Belgio (Vallonia) | 19                |
| Canada            | 30                |
| Francia           | 198               |
| Irlanda           | 21                |
| Islanda           | 30                |
| Portogallo        | 94                |
| Regno Unito       | 27                |
| Stati Uniti       | 56                |
| Svizzera          | 70                |

### Classifiche di fine anno
| Classifica (2023) | Posizione |
| ----------------- | --------- |
| Canada            | 52        |
| Islanda           | 73        |